# Lucien Simon

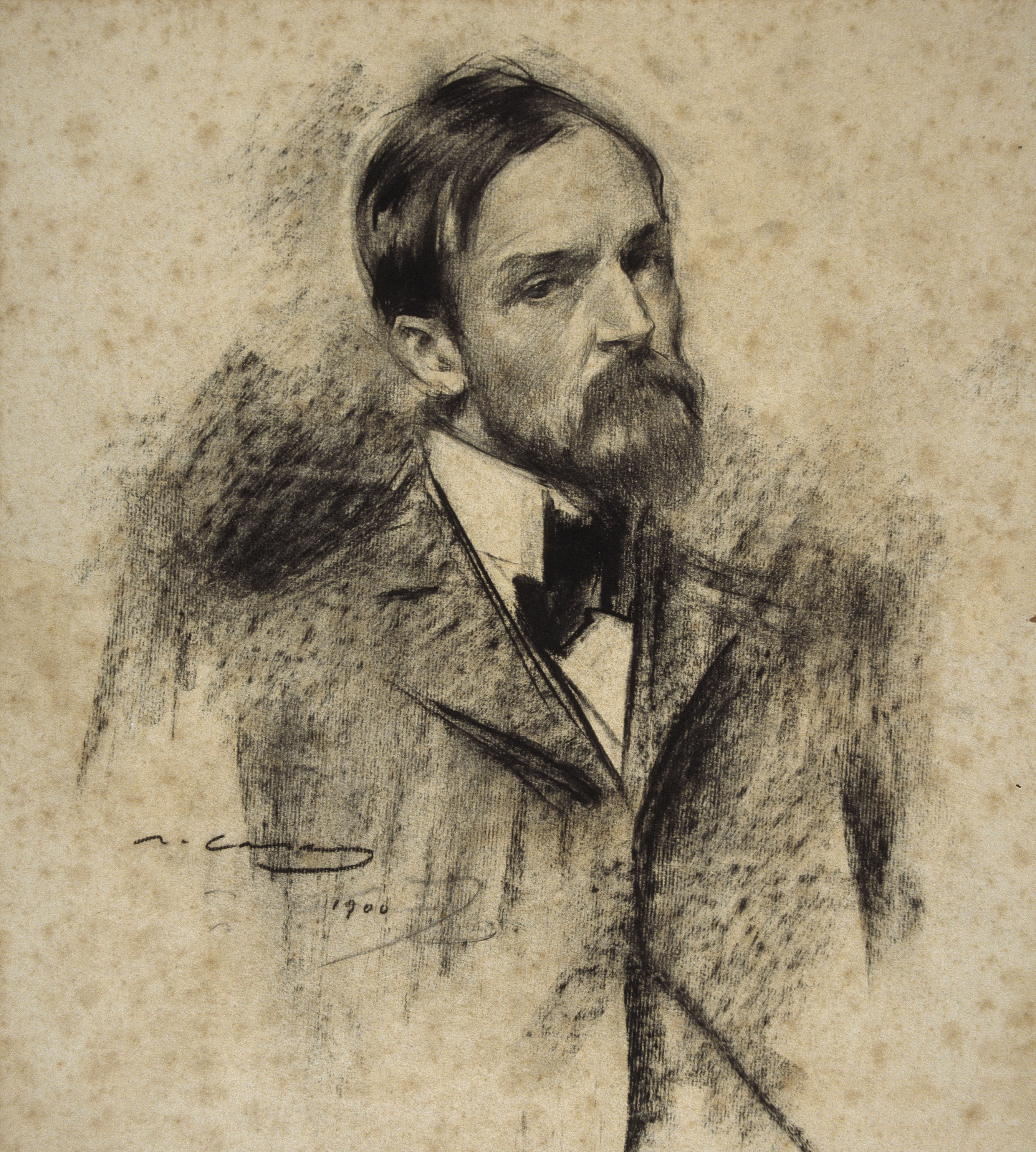
Lucien Simon vist per Ramon Casas (MNAC).

Lucien Simon (París 1861 - 1945) fou un pintor francès.
Retratista que conreà també la pintura de gènere especialment les escenes populars de la Bretanya. En el seu país rebé nombrosos premis i honors, entre els quals destaquen els atorgats en les exposicions Universal (1900) i Internacional (1937), ambdues celebrades a París.
Ramon Casas li va dedicar un retrat, que avui es conserva al MNAC. Molt probablement Casas realitzà aquest retrat a París el 1900 quan va anar a visitar l'Exposició Universal en la qual Simon fou guardonat amb medalla d'or.